# Medalla al Desarrollo del Ferrocarril
La Medalla al Desarrollo del Ferrocarril (en ruso: Меда́ль «За разви́тие желе́зных доро́г») es una condecoración estatal de la Federación de Rusia. Fue establecida el 9 de julio de 2007 por Decreto del Presidente de Rusia N.º 852.

## Estatuto
La medalla al Desarrollo del Ferrocarril se otorga a los ciudadanos rusos por su contribución al desarrollo del transporte ferroviario en la Federación de Rusia y por su gran contribución a la formación, la investigación y otras actividades destinadas a mejorar la eficiencia ferroviaria. También se puede otorgar a ciudadanos extranjeros por méritos especiales en el desarrollo del transporte ferroviario en la Federación de Rusia.
La concesión de la medalla, por regla general, se realiza con la condición de que la persona presentada para el premio tenga otros premios de las autoridades estatales federales, otros organismos estatales federales o autoridades estatales de las entidades constitutivas de la Federación de Rusia.
La Medalla se lleva en el lado izquierdo del pecho y, en presencia de otras órdenes y medallas de la Federación de Rusia, se colocaba después de la Medalla al Trabajo Agrícola. Para ocasiones especiales y posible uso diario, se proporciona una copia en miniatura de la medalla.
Cada medalla se entrega con un pequeño certificado de premio, este certificado se presenta en forma de una pequeña libreta de cuero de 8 cm por 11 cm con el nombre del premio, los datos del destinatario y un sello oficial y una firma en el interior.

## Descripción
Es una medalla de plata circular de 32 mm de diámetro con un borde elevado por ambos lados
En el anverso de la medalla, muestra la imagen de la primera locomotora de vapor rusa (derecha) y una locomotora moderna (izquierda). En el reverso de la medalla lleva la inscripción: «POR EL DESARROLLO DE LOS FERROCARRILES» (en ruso: "ЗА РАЗВИТИЕ ЖЕЛЕЗНЫХ ДОРОГ"), debajo está grabado el número de serie de la medalla.
La medalla está conectada con un ojal y un anillo a un bloque pentagonal cubierto con una cinta de muaré de seda verde con franjas longitudinales plateadas y negras a lo largo de los bordes de la cinta. Ancho de cinta - 24 mm, ancho de tira - 2 mm.

## Destinatarios notables
- Vladímir Yakunin, presidente de la Sociedad Anónima Abierta de Ferrocarriles Rusos, Moscú.[4]
- Ígor Levitin, Ministro de Transporte de la Federación de Rusia.[5]

Hasta 2021, se habían concedido las siguientes medallas
| 2007 | 2008 | 2009 | 2010 | 2011 | 2012 | 2013 | 2014 | 2015 | 2016 | 2017 | 2018 | 2019 | 2020 | 2021 | Total |
| ---- | ---- | ---- | ---- | ---- | ---- | ---- | ---- | ---- | ---- | ---- | ---- | ---- | ---- | ---- | ----- |
| 347  | 25   | 72   | 52   | 9    | 4    | 1    | 2    | 0    | 0    | 13   | 2    | 1    | 1    | 1    | 530   |